# Hyposidra flaccida
Hyposidra flaccida là một loài bướm đêm trong họ Geometridae.